# Smithornis
Smithornis is een geslacht van zangvogels uit de familie Calyptomenidae (Afrikaanse en Aziatische breedbekken).

## Soorten
Het geslacht kent de volgende soorten:
- Smithornis capensis – Kaapse breedbek
- Smithornis rufolateralis – Roodflankbreedbek
- Smithornis sharpei – Grijskopbreedbek